# Таримское шоссе

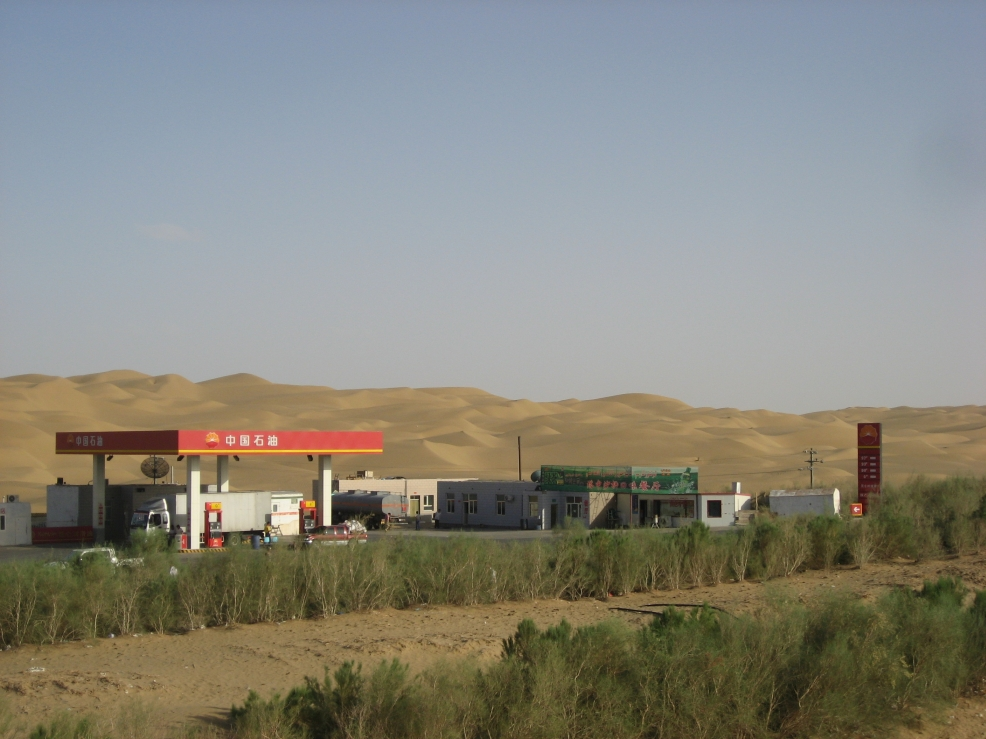
Заправка PetroChina вблизи шоссе

Таримское шоссе — шоссе, проложенное через пустыню Такла-Макан в Китае. Существуют три дороги: две основные и 'побочная'.

## Шоссе Луньминь
Шоссе связывает уезд Бугур и посёлок Ния, расположенные на северном и южном краю Таримской впадины. Общая длина шоссе 552 км, из которых приблизительно 446 км проложены через песчаную пустыню, что делает Таримское шоссе самой длинной подобной дорогой в мире.

### Строительство
Строительство велось с 1993 по 1995 годы. Шоссе понадобилось для того, чтобы обеспечивать разработку нефтяных и газовых месторождений, обнаруженных в пустыне.
Чтобы предотвратить песчаные заносы, вдоль шоссе были высажены засохоустойчивые сорта ивы, саксаула и других растений, а также сооружена система искусственного орошения, черпающая воду из подземных водоносных горизонтов. Несмотря на высокую минерализацию этих вод, растения сумели укорениться и теперь образуют защитную полосу шириной порядка 70 м.

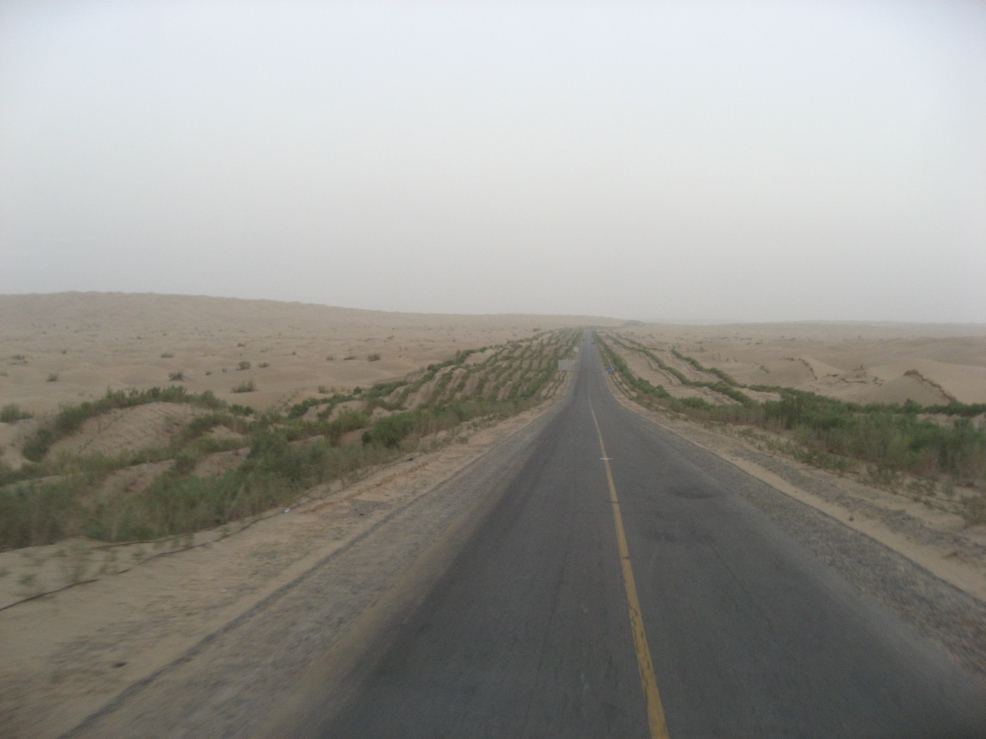
Вид на шоссе. Видны зелёные насаждения и синяя насосная станция вдали

### Обслуживание
Через каждые 4 км на шоссе устроены станции обслуживания, также построены несколько кафе и заправочная станция. Помимо этого, местность полностью необитаема.

### Галерея

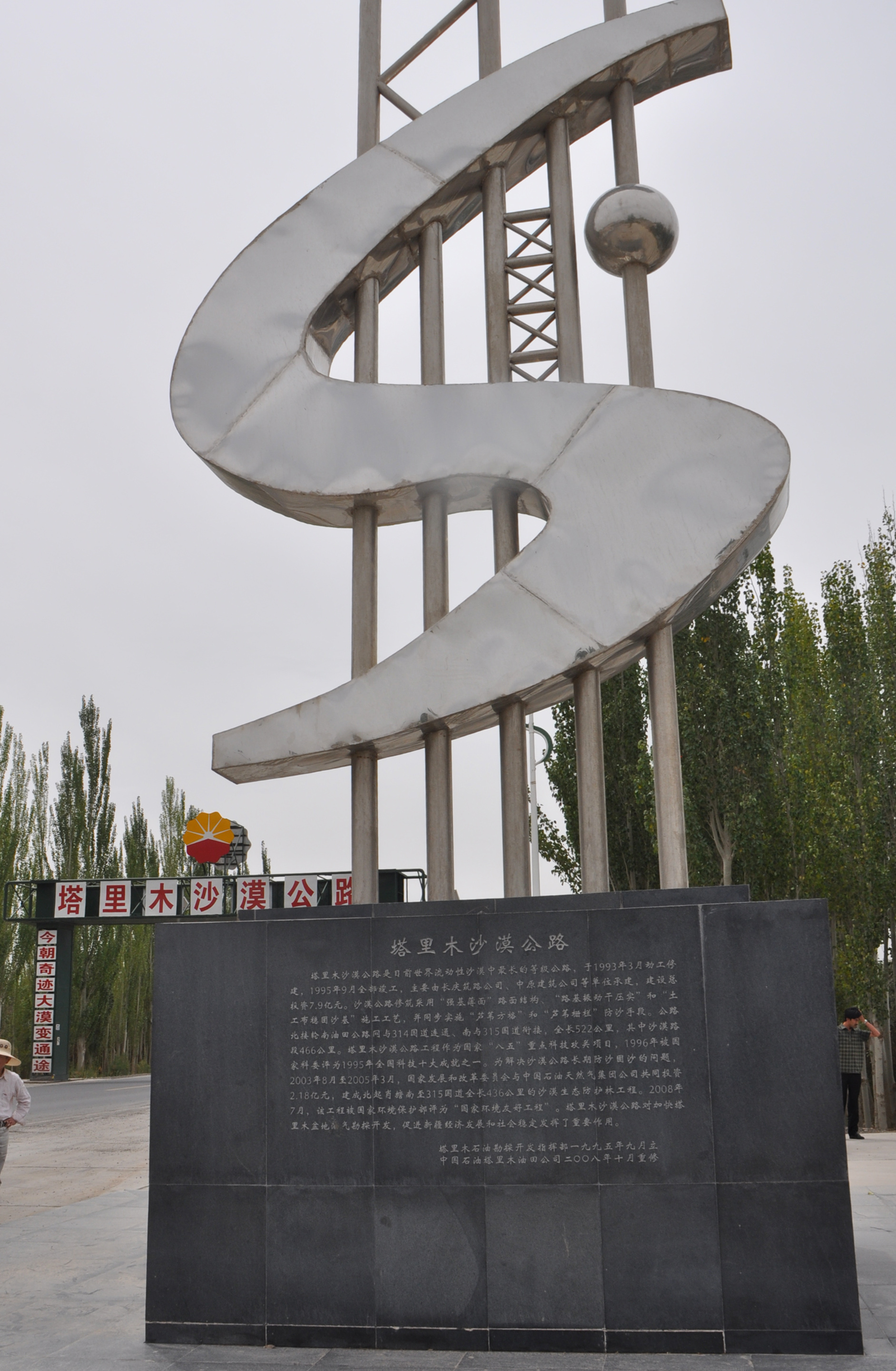
Памятник в честь окончания строительства на северном шоссе в уезде Луньтай
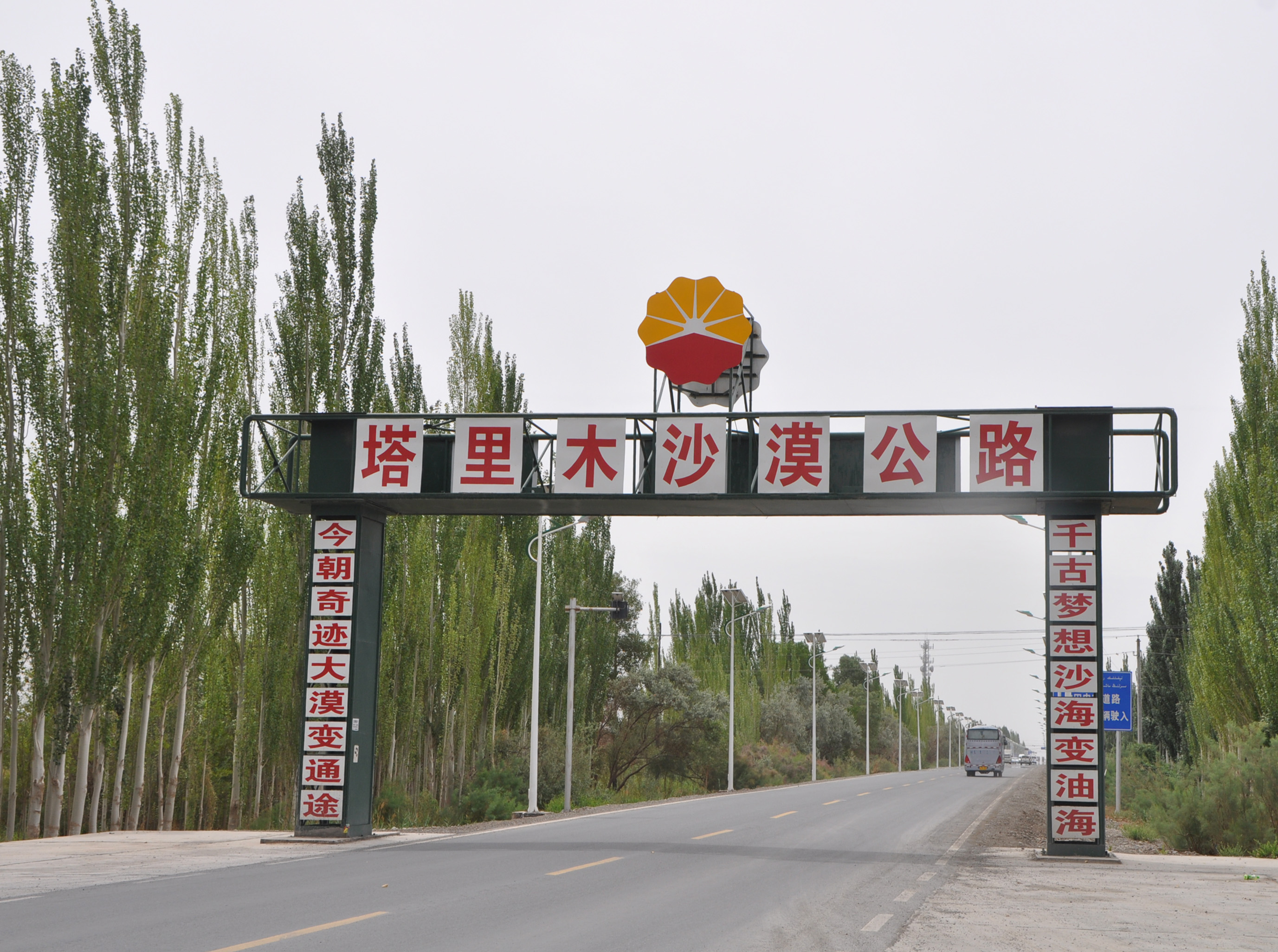
Начало шоссе на севере, в уезде Луньтай
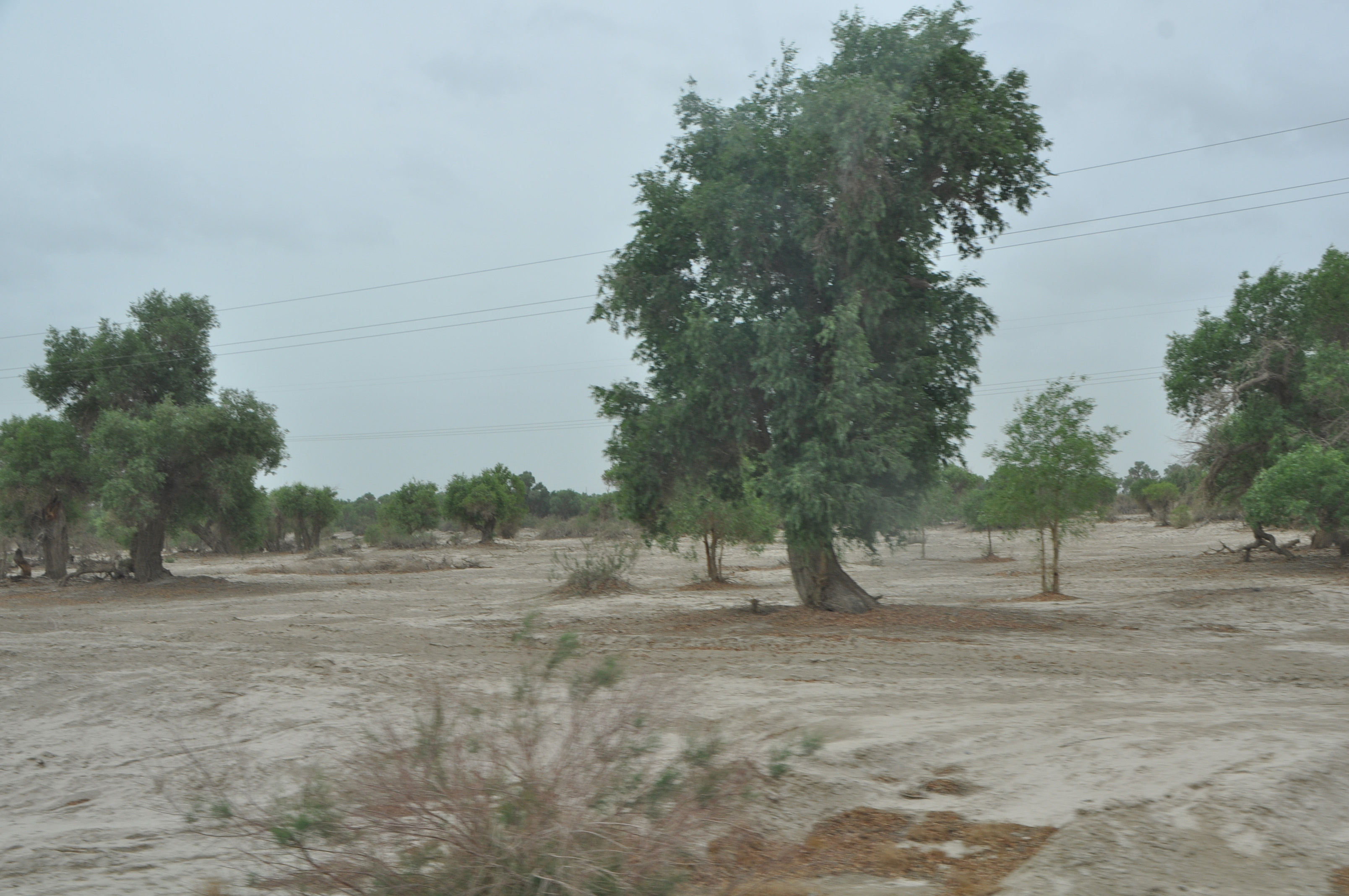
Евфратские тополя в пустыне
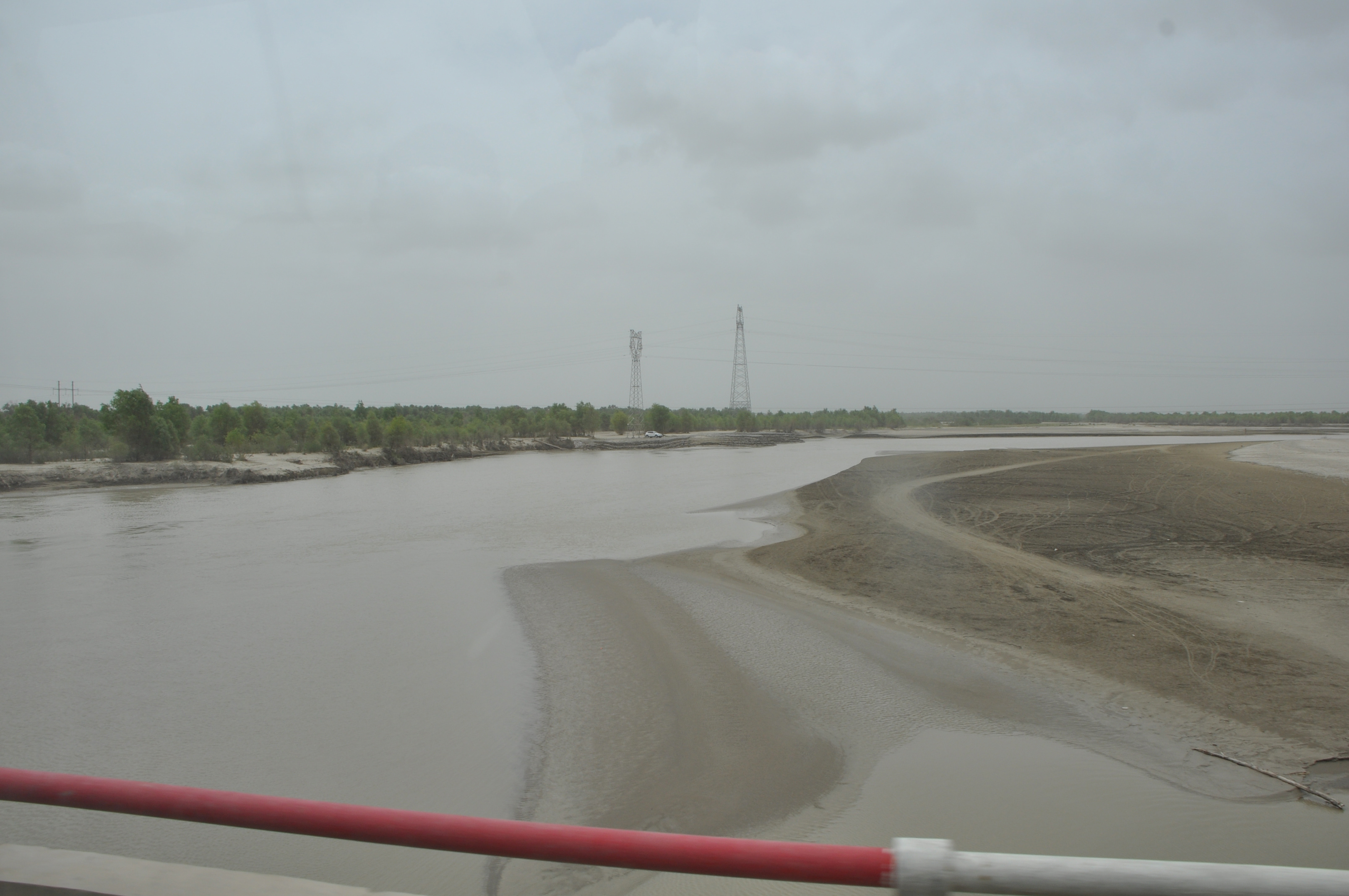
Через реку Тарим
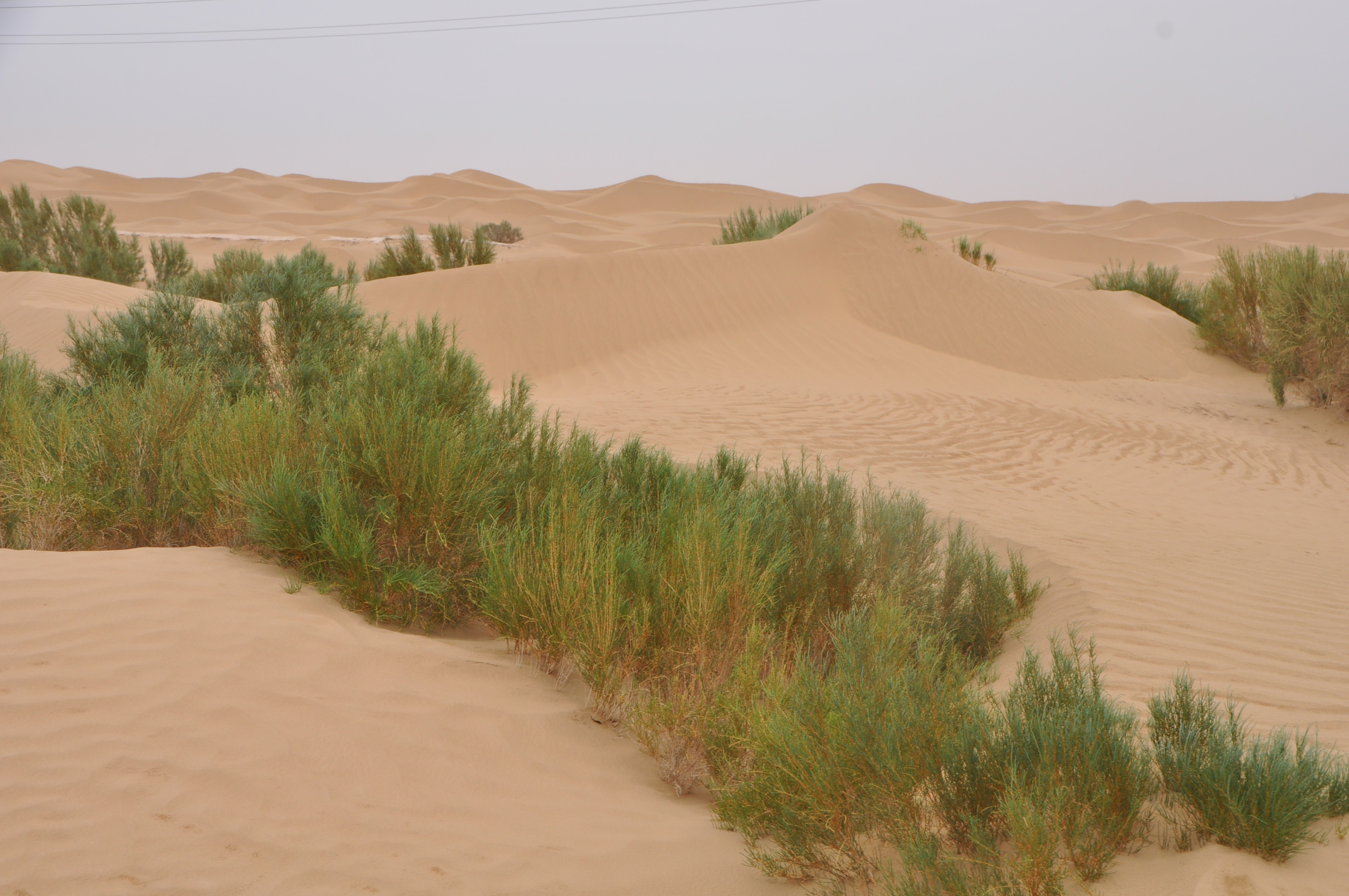
Вид на пустыню Такла-Макан вдоль шоссе
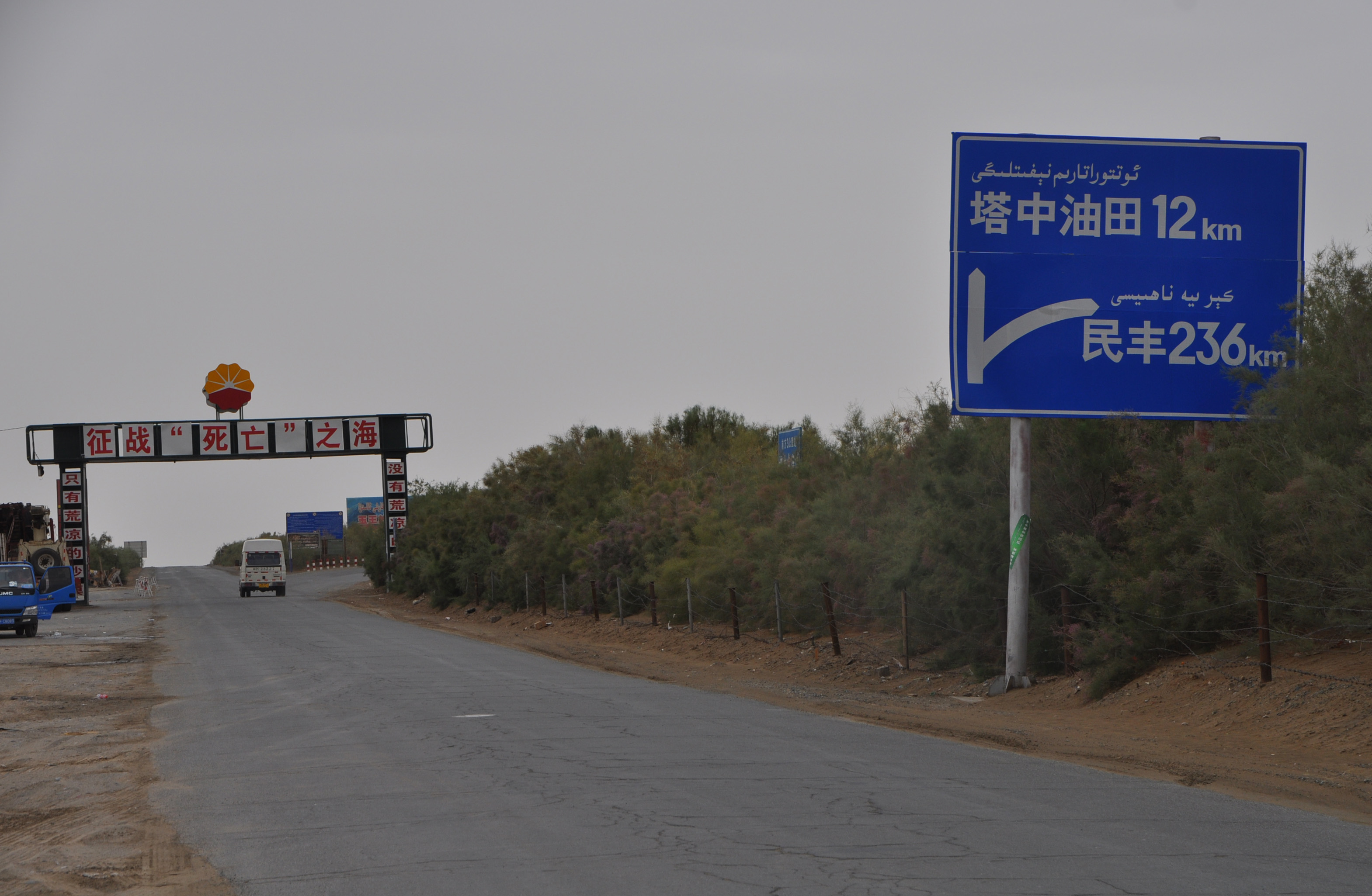
Прямо к нефтяному меторождению Тажонг или направо, по главной дороге, к уезду Миньфэн
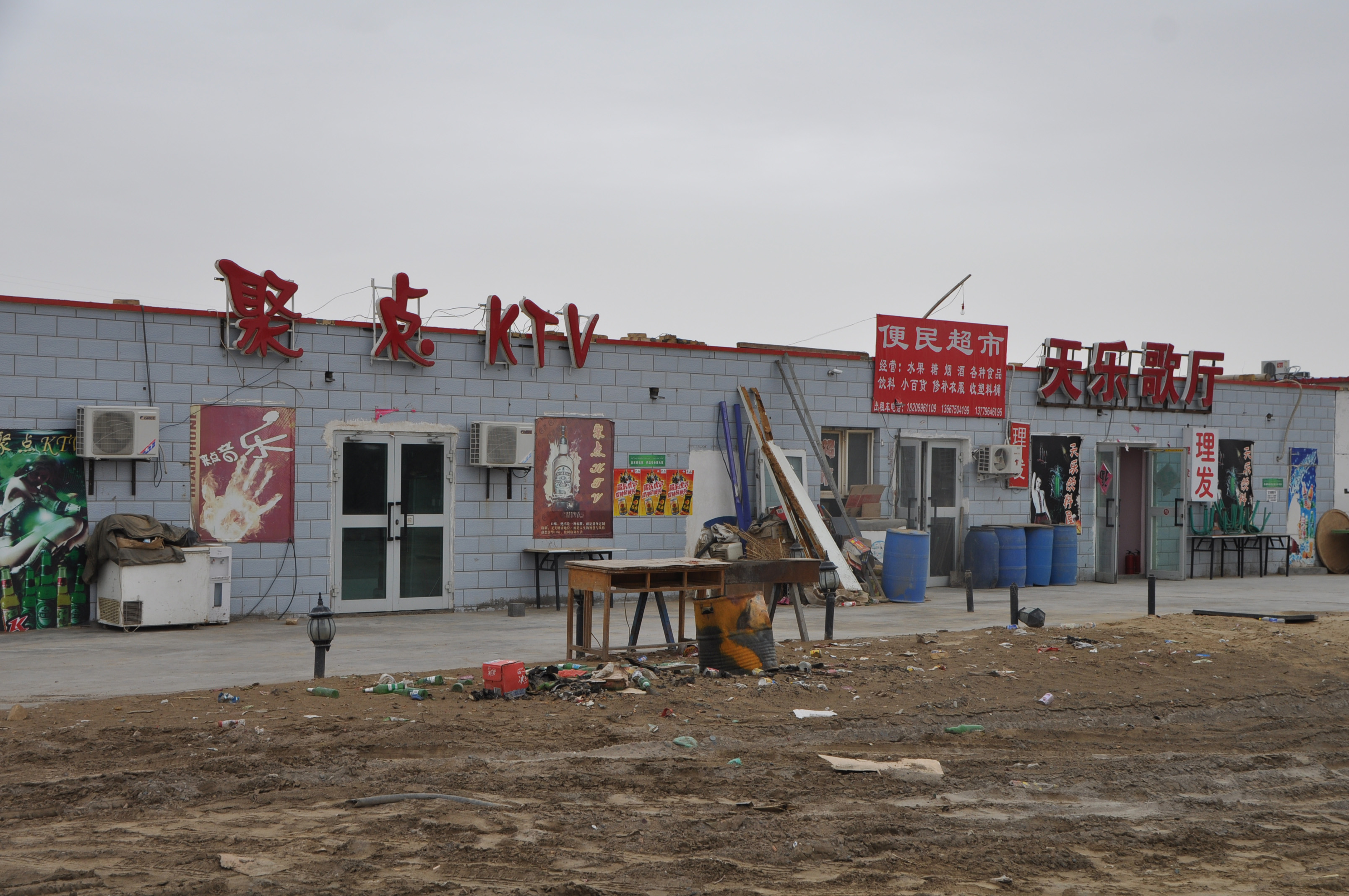
Придорожное кафе и караоке
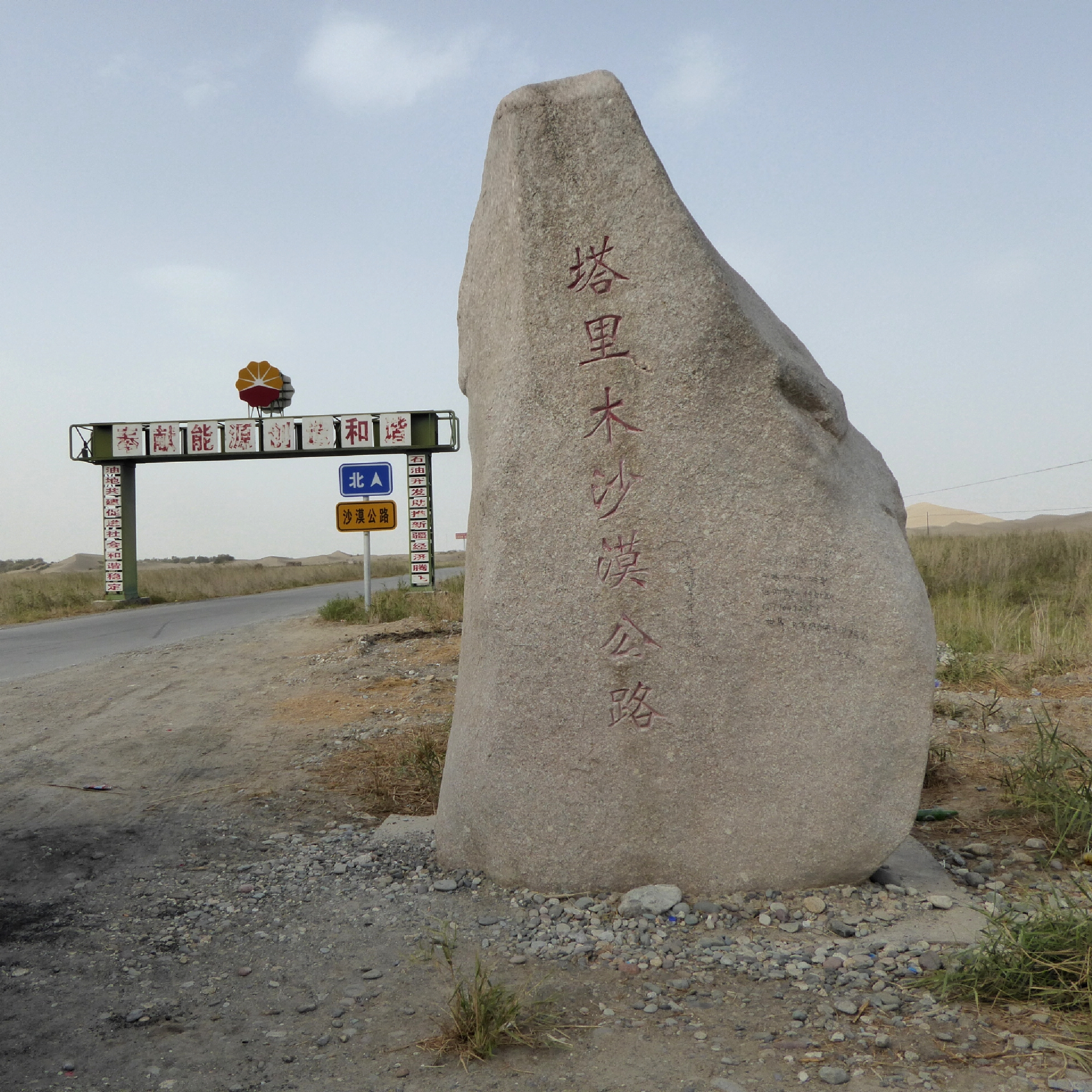
Памятник на южном конце шоссе, уезд Миньфэн

### Шоссе Таце
Эта дорога длиной 156 км — побочное шоссе, соединяющее месторождение Тажонг (кит. трад. 塔中) на Луньминьском шоссе с посёлком Цемо (кит. трад. 且末). Открыто в 2002 году.

### Шоссе Ахе
Шоссе длиной 424,77 км, открыто в 2007 году, проложено от города Арал на запад в сторону исторического района Куча, в округе Аксу, далее — на юг вдоль реки Хотан, к оазису Хотан.